# Bremer Wappen
Die Freie Hansestadt Bremen führt heute den „Bremer Schlüssel“ als kleines Wappen. Er ist zudem Bestandteil des mittleren und großen Wappens.

## Beschreibung
Das Wappen der Freien Hansestadt Bremen zeigt auf rotem Grund einen schräg nach heraldisch rechts aufgerichteten, mit dem Bart nach links gewandten silbernen Schlüssel gotischer Form mit vierpassiger Reite („Bremer Schlüssel“). Auf dem Schild ruht eine goldene Krone, welche über dem mit Edelsteinen geschmückten Reif fünf Zinken in Blattform zeigt (in der Rangfolge des hl.-röm. Reiches dt. Nation eine „Markgrafenkrone“, „Mittleres Wappen“). Beim „Kleinen Wappen“ wird lediglich der Schlüssel ohne Schild abgebildet. Das „Große Wappen“ hingegen hat darüber hinaus noch eine Konsole beziehungsweise ein bandartiges Fußgestell, auf dem der Schild ruht. Der Schild wird von zwei aufgerichteten rückwärts schauenden Löwen mit den Vorderpranken gehalten.

## Geschichte
Die Entstehung des Bremer Schlüsselwappens als Hoheitszeichen lässt sich anhand der Entwicklung des Stadtsiegels nachvollziehen. Die früheste Überlieferung eines Siegels der Stadt Bremen stammt aus dem 13. Jahrhundert, erstmals urkundlich erwähnt wurde es 1229, aber mit hoher Wahrscheinlichkeit existierte es bereits einige Zeit früher. Es war entstanden, als der Bremer Rat (er ist erstmals 1225 in einer Urkunde belegt) eigenständig Verträge schließen wollte, so mit den Rüstringer Friesen 1220. Dass der Rat sich ein Siegel zulegte, ist ein Zeichen seines Status als rechtsfähige Körperschaft und beweist die zunehmende Unabhängigkeit der Bürgerschaft gegenüber dem Bischof.

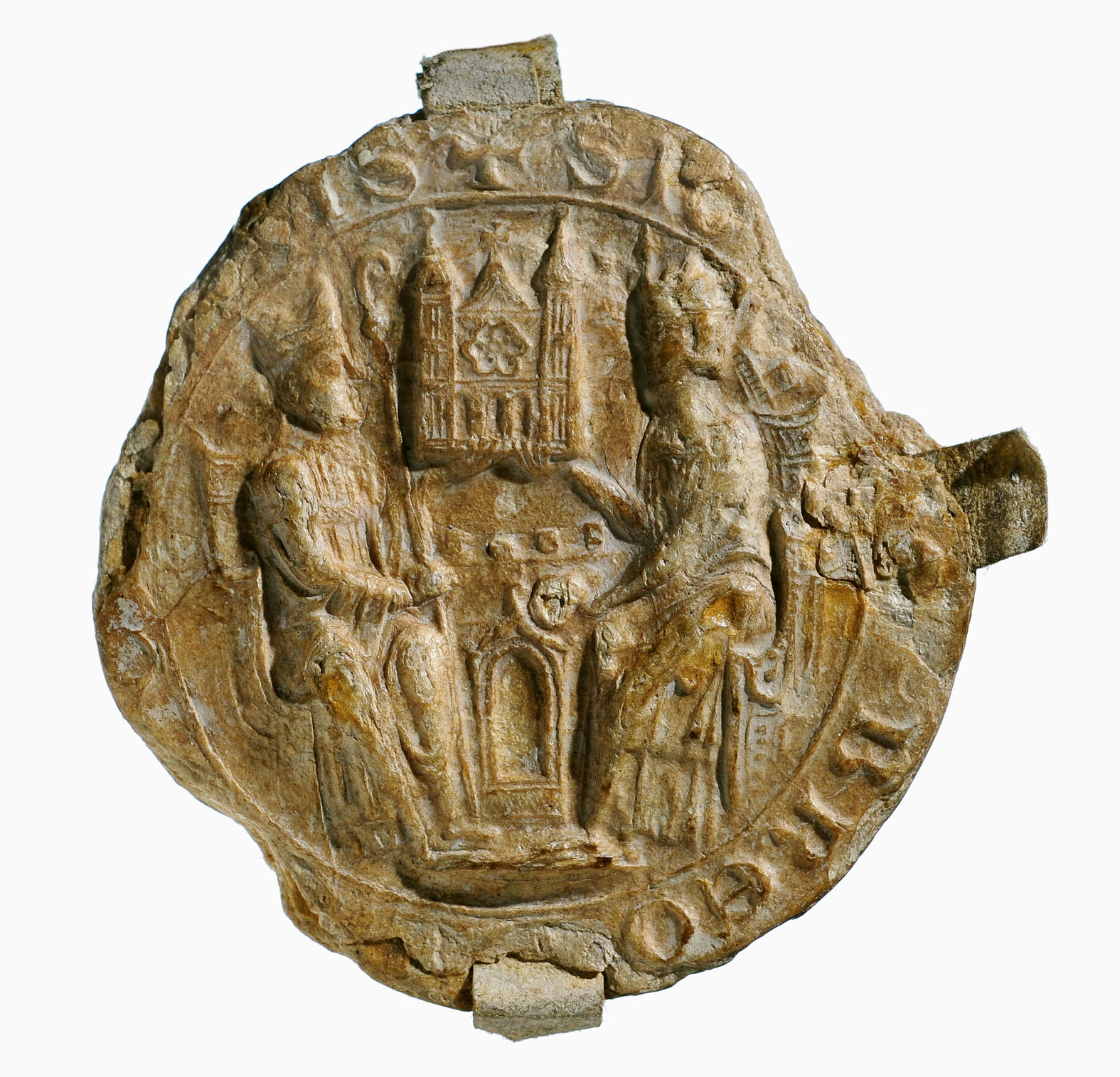
Siegel der Stadt Bremen, 1230–1366

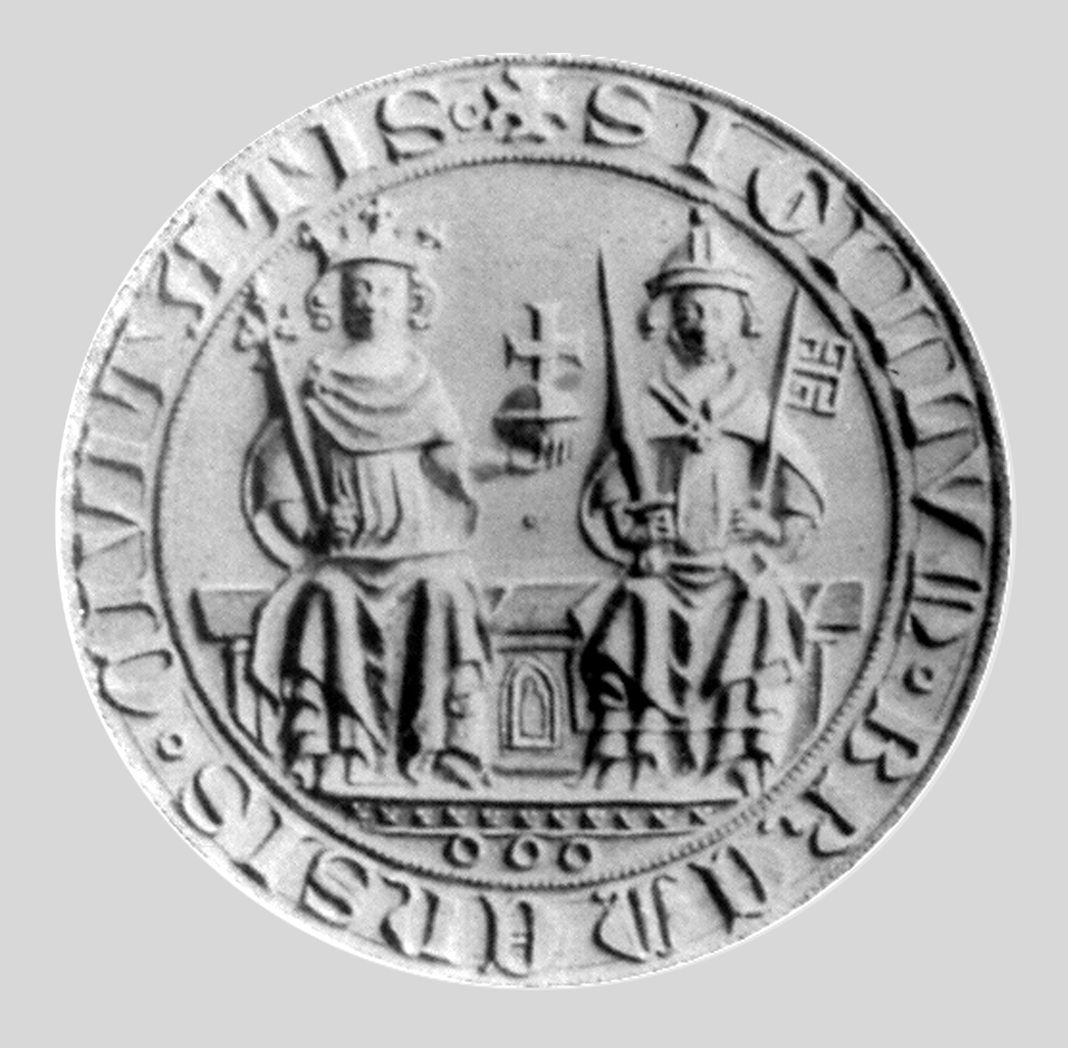
Siegel der Stadt Bremen, 1366–1833

Zu sehen ist auf diesem ersten Bremer Stadtsiegel links ein Bischof mit Bischofsmütze und in der Rechten einem Krummstab (seit 780 war die Stadt Sitz des Bischofs) sowie rechts ein Kaiser mit Krone und Reichsapfel in der Linken, die über sich den Bremer Dom halten. Zwischen den beiden ist die zinnenbewehrte Stadtmauer mit dem Tordurchlass in der Mitte. Es handelt sich bei den beiden zweifellos um Willehad und Karl den Großen, da die mittelalterliche Überlieferung ihnen den Ursprung der Stadt und des Doms zuschreibt. Die Umschrift des Siegels lautet SIGILLVM BREMENSIS CIVITATIS (lat. ‚Siegel der Stadt Bremen‘). In der Folge von Konflikten zwischen Rat und Zünften innerhalb der Stadt, aber auch mit Albert II. von Braunschweig-Lüneburg, dem damaligen Erzbischof von Bremen, der am 28. Juni 1366 von der Bürgerschaft und Graf Konrad von Oldenburg aus der Stadt vertrieben wurde, wurde der Stempel dieses wohl ersten Siegels 1366 zerstört. Der Rat hielt über den 9. August 1366 fest: „Unde dat inghezegel lete wy ok enttwey slan, do it erst in unse wolt wedder quam“ (das Siegel ließen wir auch entzweischlagen, als es wieder in unsere Gewalt kam).

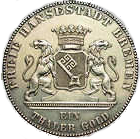
1 Taler Gold: Bremer Münze von 1863

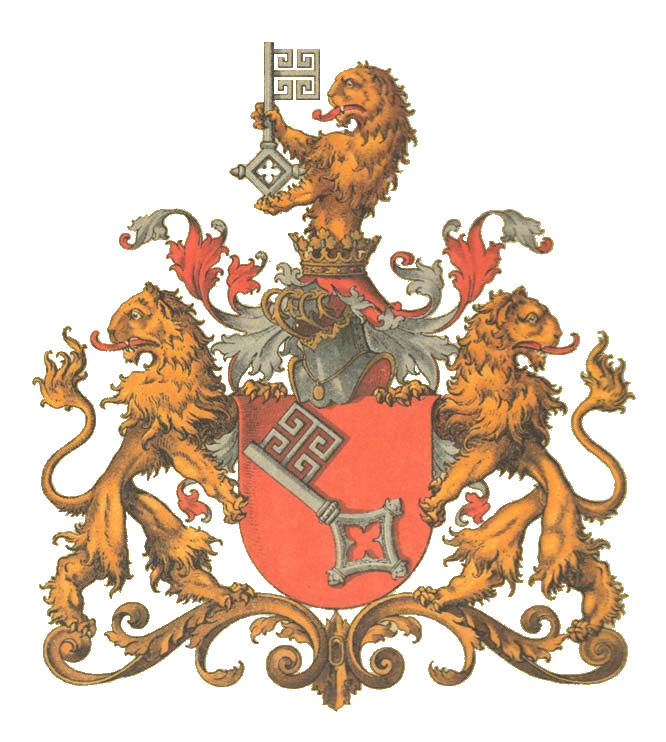
Wappen der Freien Hansestadt Bremen im Deutschen Reich

Unmittelbar nach der Zerstörung des alten wurde 1366 ein neues Siegel eingeführt. Darauf saß nun links der Kaiser mit Krone, Zepter und Reichsapfel und rechts der Heilige Petrus mit der Tiara, der Papstkrone, in der rechten Hand ein Schwert und in der linken einen Schlüssel. Die Form der Darstellung orientiert sich am in dieser Zeit gebräuchlichen Siegel des Bremer Domkapitels mit der Maria mit Kind und Petrus, die gemeinsam auf einer Bank sitzen. Das Freiheitsstreben der Bremer kommt durch die Abwendung vom Bischof deutlich zum Ausdruck: Der Kaiser nimmt links den wichtigeren Platz ein und der Bischof, der für die alten, erzbischöflichen Stadtherren stand, ist ersetzt durch den Schutzheiligen Petrus als Apostel Christi und Vorgänger der Päpste. Dieses Siegel wurde über 460 Jahre lang verwendet, in der Neuzeit vornehmlich zur Besiegelung von Immobiliengeschäften, bis es durch den Erlass einer neuen Erbe- und Handfestenordnung vom 19. Dezember 1833 seine Aufgabe ganz verlor und vom Obergericht an das Staatsarchiv abgegeben wurde.
Es befindet sich heute im Archiv.
Während die großen Siegel immer Bischof und Herrscher zeigten, war auf den kleinen Petrus mit dem Schlüssel abgebildet. Bereits auf dem seit 1366 benutzten kleinen Sekretsiegel ist Petrus thronend über einem hier erstmals erscheinenden Wappenschild mit dem Schlüssel zu sehen. Seit 1369, als der Erzbischof der Stadt das Münzrecht verpfändete, erscheint der Schlüssel auf Bremer Münzen, später auch auf Stadtansichten.
Der Bremer Schlüssel stammt als Attribut von Petrus, dem Schutzpatron des Bremer Doms. Es ist der „Himmelsschlüssel“, hergeleitet aus dem Bibelzitat „Ich will Dir die Schlüssel des Himmelreiches geben“. Zu den Wappenvarianten auf Bremischen Münzen: Auch der Bremer Erzbischof führte ein Schlüsselwappen, doch meist in der Variante mit gekreuzten Doppelschlüsseln; nur auf seine Münzen ließ er überwiegend den einzelnen Schlüssel setzen, allerdings mit der seit 1369 auf städtischen wie bischöflichen Münzen gebräuchlichen, charakteristisch abweichenden Bartform (gespiegeltes Doppel-S). Genau dieses Bild wurde lange weiterverwendet, auch seit 1541 die Stadt endgültig das Münzrecht vom Erzbistum übernommen hatte. Erst 1634, als die operative Verwaltung des bremischen Münzwesens vom Münzmeister auf den Rat überging, nahm auch auf den Münzbildern der Schlüssel dauerhaft seine „offizielle“ Form (Bart mit vierfacher Einrollung) an.
Die Farben des Wappens waren die der Hanse und des Alten Reichs: rot und weiß. Schildträger finden sich meist erst ab dem 16. Jahrhundert, aber Engel als Schildträger wurden schon 1405 in der Petruswange des Ratsgestühls dargestellt. Nach der Reformation, in der zweiten Hälfte des 16. Jahrhunderts wurden die bis dahin verwendeten Engel nach und nach durch Löwen ersetzt, die nach 1650 durchweg ihre Häupter nach außen wenden. 1617 wurde außerdem ein Helm hinzugefügt, der nach Senatsbeschluss von 1651 weggelassen werden sollte, dennoch auf inoffiziellen Darstellungen sehr beliebt blieb, 1891 offiziell wieder sanktioniert wurde und noch heute das Flaggenwappen ziert. Die Krone auf dem Wappen stammt aus dem 17. Jahrhundert.

Napoleonisches Wappen Bremens, 1811

Grundlegend wurde das Wappen 1811 durch Napoleon während der Bremer Franzosenzeit verändert. Dieses ist das einzige Bremer Wappen, in welchem sich die Farben von den historischen unterschieden. Es zeigte in einem roten Schildhaupt drei goldene Bienen, darunter in Gold ein schwarzer Schlüssel. Napoleon I. hatte 1804 die Biene zum Wappentier gemacht, um damit seine fränkische Tradition darzustellen. Darstellungen von Bienen waren 1653 in Tournai am Grab Childerichs I. gefunden worden, der 457 die Merowingerdynastie begründete. Sie gelten darum als ältestes Symbol Frankreichs und stehen für Unsterblichkeit und Wiedergeburt. Bremen musste sich mit 50 anderen Städten in diese „Auszeichnung“, die viel Geld kostete, fügen. Außerdem sind Rot und Gold die Farben des Wappens der Familie Bonaparte.
Mit der Wappenverordnung von 1891 wird das Bremer Wappen beschrieben als „durch einen schräg nach rechts aufgerichteten, mit dem Barte linkshin gewandten silbernen Schlüssel gotischer Form in einem roten Schilde“.

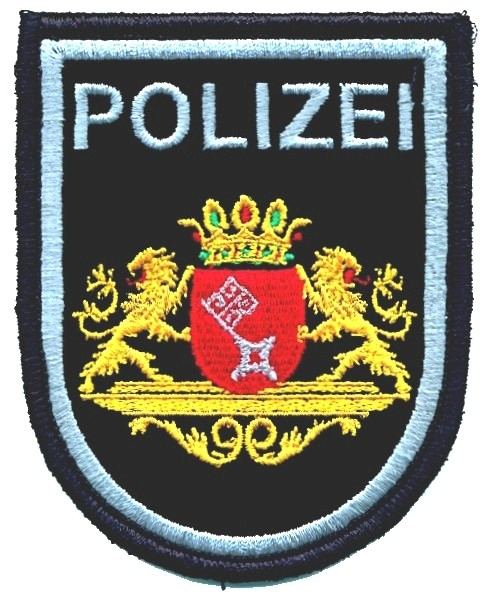
Ärmelabzeichen der Polizei Bremen mit großem Landeswappen

Bremen führt seitdem ein kleines, mittleres und ein großes Wappen. Letzteres findet sich beispielsweise auf den Ärmeln der Bremer Polizeibeamten und den Angehörigen der Feuerwehr Bremen. Außerdem existiert ein Flaggenwappen. In dieser Form war es das Große Wappen Bremens im Deutschen Reich. Heute ist es nur auf Flaggen sowie im Siegel des Präsidenten des Senats zu sehen.

Kleines Landeswappen „Bremer Schlüssel“
Mittleres Landeswappen
Großes Landeswappen
Flaggenwappen

## Stadtteilwappen
Da Ortsteile keine selbständigen Einheiten sind und daher keine eigenen Hoheitszeichen besitzen, können Ortsteil-„Wappen“ nur Identifikationssymbole ohne amtliche Funktion sein. So führen die Ortsämter ausschließlich ein Dienstsiegel mit dem Bremer Schlüsselwappen.
Gleichwohl entwickelte sich in den Jahren um 1980 ein „Wildwuchs der Kommunalheraldik“. Neben den Ortsteilen, die durch Eingemeindung ihre Selbständigkeit verloren hatten (wie Vegesack und Blumenthal), wodurch der amtliche Charakter ihres Wappens wegfiel, haben sich auch Ortsteile, die keinerlei heraldische Tradition hatten, wappenähnliche Zeichen zugelegt. Sie dürfen aber im amtlichen oder hoheitlichen Bereich nicht verwendet werden.

## Gebrauchsschutz

Wappenzeichen

Wappen sind allgemein für den freien Gebrauch geschützt, d. h. ihre Verwendung bedarf einer besonderen Genehmigung. So gebrauchte die in Hamburg erscheinende Wochenzeitung Die Zeit nach der Gründung der Zeitung das Hamburger Wappen in der Kopfzeile von der Erstausgabe (Febr. 1946) bis zur Ausgabe Nr. 13 (Mai 1946). Doch die Freie und Hansestadt Hamburg verweigerte die nachträgliche Genehmigung. Die Zeit wandte sich an Bremens Bürgermeister Wilhelm Kaisen, der die Nutzung des Bremer Wappens am 10. Juni 1946 erlaubte. Die Zeit verwendet den Bremer Schlüssel und die goldene Krone noch heute.
Heute gestalten viele Städte und Länder sogenannte Wappenzeichen, welche nicht diesem besonderen Schutz unterstehen, sondern frei verwendet werden dürfen. So existiert auch eines für die Freie Hansestadt Bremen. Diese Wappenzeichen haben allerdings nicht den Status eines Wappens.

## Schlüssel und Wappen als Symbol der Identität

Beck’s

Norddeutscher Lloyd

Öffentliche Versicherung Bremen

Die Zeit

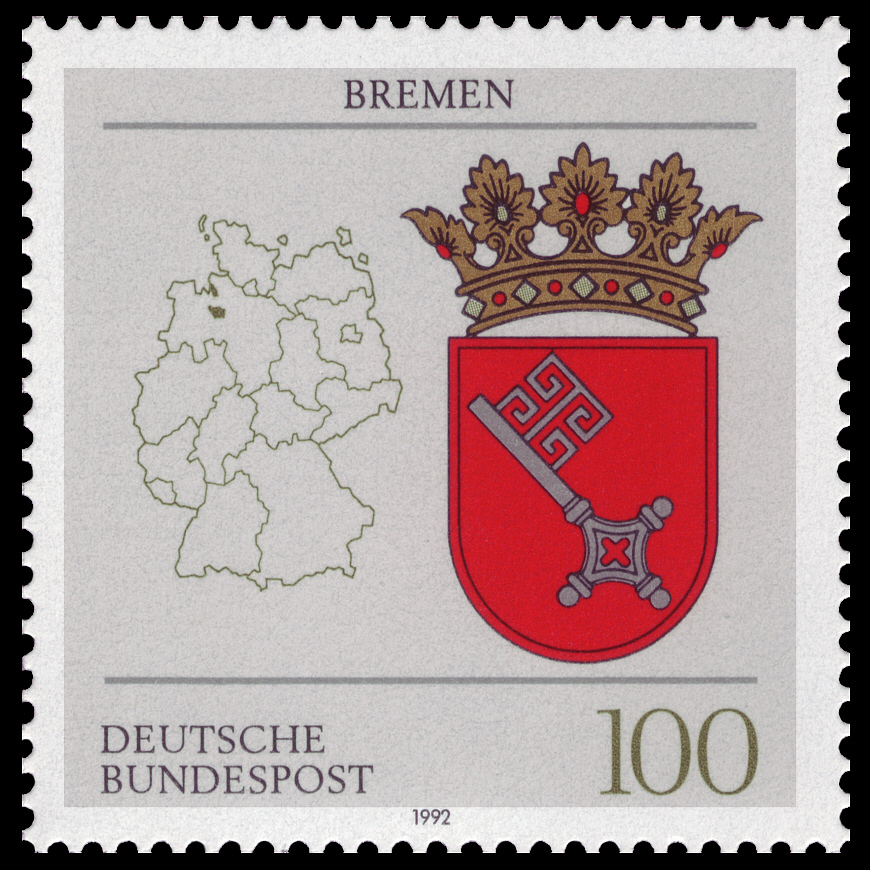
Briefmarke aus der Serie: Wappen der Länder der Bundesrepublik Deutschland von 1992

- Unternehmen: Der Bremer Schlüssel wird bzw. wurde von verschiedenen Unternehmen als Firmenzeichen oder Teil des Firmenzeichens verwendet:
  - Kaiserbrauerei Beck & Co: Ab 1876 verwendete die damalige Kaiserbrauerei Beck & Co (Beck’s) den Bremer Schlüssel aus dem Wappen als Markenzeichen. Später wandelte das Unternehmen das Logo ab, sodass das heutige Markenzeichen nicht der Blasonierung des Bremer Wappens entspricht. Der Schlüssel hat darauf keine gotische Form mehr und ist aus Sicht des Betrachters nach rechts gekippt (heraldisch ausgedrückt also schräg nach links aufgerichtet mit dem Bart nach rechts).
  - Norddeutscher Lloyd: Nach links gekippt wie auf dem Originalwappen findet sich der Schlüssel in den Logos des Norddeutschen Lloyd[21]
  - Beilken: Die Segelmacherei Beilken benutzt seit der Gründung 1919 den Bremer Schlüssel als Firmensymbol.[22]
  - Louis Delius & Co.: Das 1832 gegründete Handelshaus hat ebenfalls den Bremer Schlüssel als Firmenzeichen.[23]
  - Öffentliche Versicherung Bremen: Die ÖVB nutzt den Bremer Schlüssel im Wappen.[24]
  - Schünemann Verlag: Im Signet des Schünemann Verlags wird der Schlüssel von einem Fraktur S eingefasst.
  - Die Zeit: Die Hamburger Wochenzeitung Die Zeit verwendet seit 1946 mit Erlaubnis von Bürgermeister Wilhelm Kaisen den Bremer Schlüssel auf ihrer Titelseite.
- Zeitung: Der Bremer Schlüssel war darüber hinaus der Name einer Zeitung, welche Friedrich Ludwig Mallet (1792–1865) gegründet hatte.[25]
- Hymne: Ende des 19. Jahrhunderts gab es ein Lied Der Bremer Schlüssel, in dem man wohl auch eine Bremer Hymne sehen wollte. Offiziell nie zur Hymne geworden, geriet es im 20. Jahrhundert in Vergessenheit.[26]
- Abgrenzung zu Hamburg: Hamburg wird oft als Tor zur Welt bezeichnet. In Bremen erwidert man darauf nur: „Und Bremen hat den Schlüssel dazu.“
- Hoheitsrechte über die Weser: Seit dem 20. April 1664 kennzeichnet die Schlüsseltonne die Einfahrt zur Weser.
- Brandmarken: Straftätern wurde mit einem glühenden Eisen vielfach das Bremer Schlüsselwappen eingebrannt. 1820 wurde das Brandmarken in Bremen verboten.[27]
- Beschauzeichen: Bremische Silberstempel, Zinnmarken und Tuchplomben mit dem Schlüssel waren in der Zunftzeit amtlich vorgeschrieben.

## Verwendung in Flaggen
Da Varianten der Bremischen Wappen auch immer Bestandteil der Bremer Flagge (mit Ausnahme der reinen Speckflagge) waren und sind, fand das Wappen auch stets Verwendung in staatlich oder dienstlich genutzten Flaggenvarianten.

Seedienstflagge (1893–1921)
Dienstflagge der Lotsenverwaltung (1895–1918)
Dienstflagge der Zollverwaltung (1895–1918)
Seedienstflagge (1921–1933)
Dienstflagge der Zollverwaltung (1921–1933)
Seedienstflagge (1933–1935)
Landesdienstflagge der bremischen Schifffahrt (1952)
Seedienstflagge (1891–1892)
Staatsflagge im Deutschen Kaiserreich
Aktuelle Staatsflagge (Speckflagge ohne Wappen)
Aktuelle Dienstflagge mit mittlerem Wappen
Aktuelle Staatsflagge mit Flaggenwappen (Senatsflagge)

## Das Wappen an Bremer Gebäuden

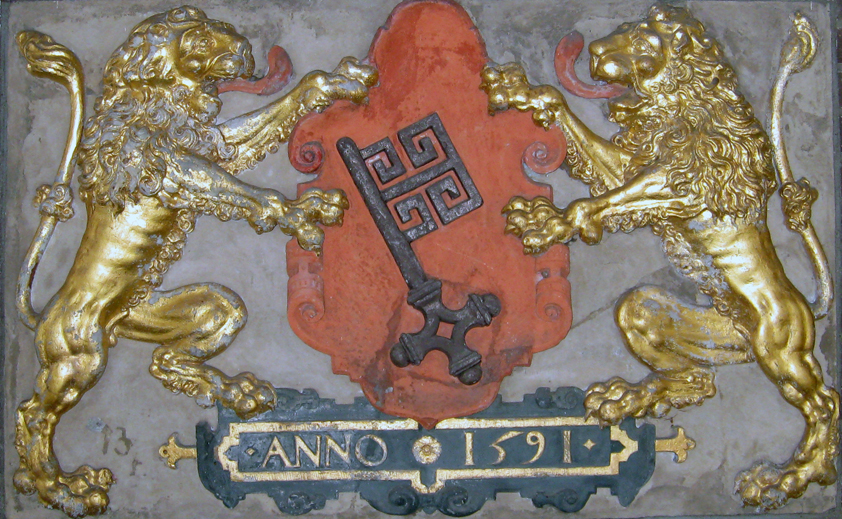
1591, ehem. Kornhaus, heute am Staatsarchiv Bremen
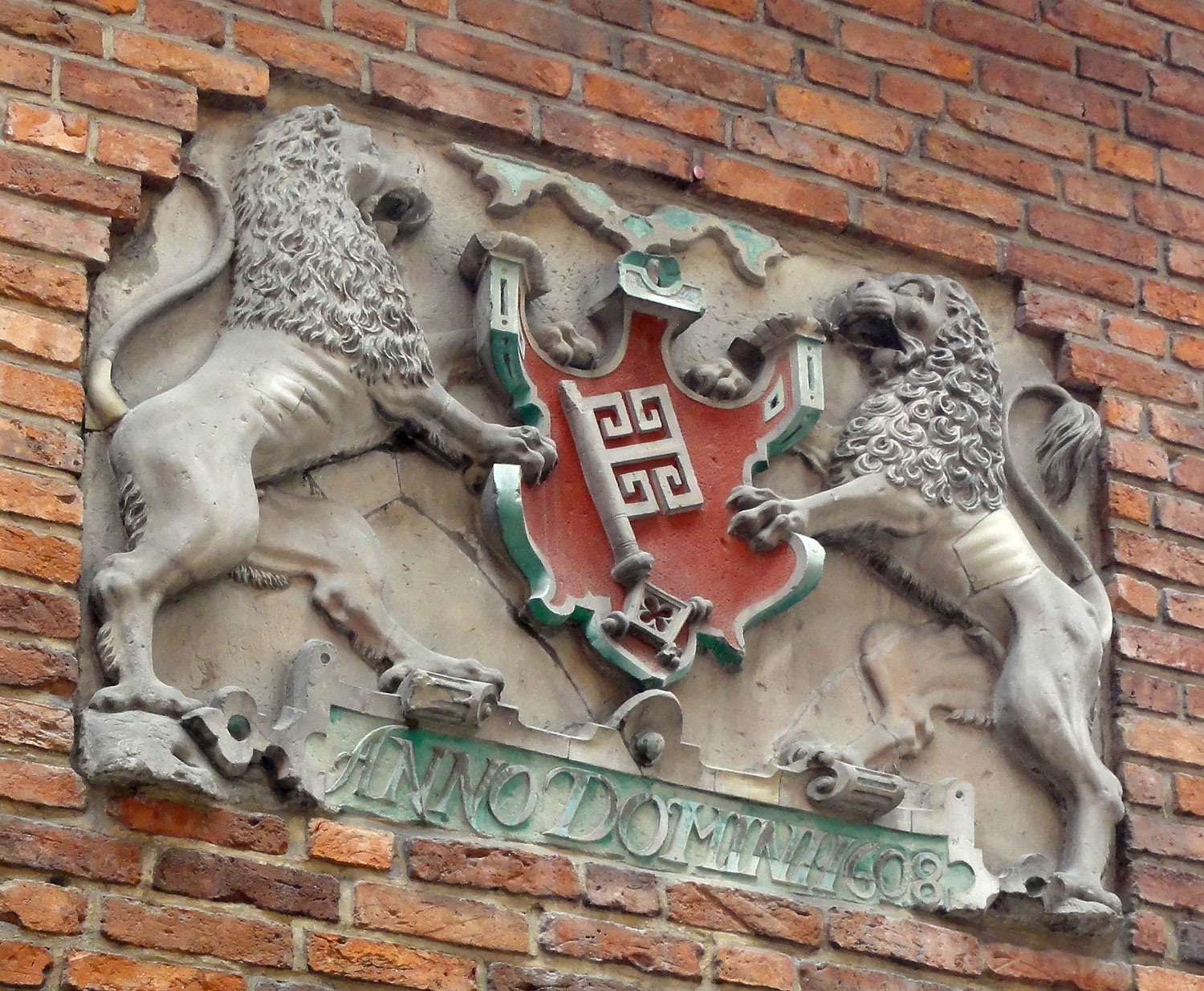
1608, Böttcherstraße
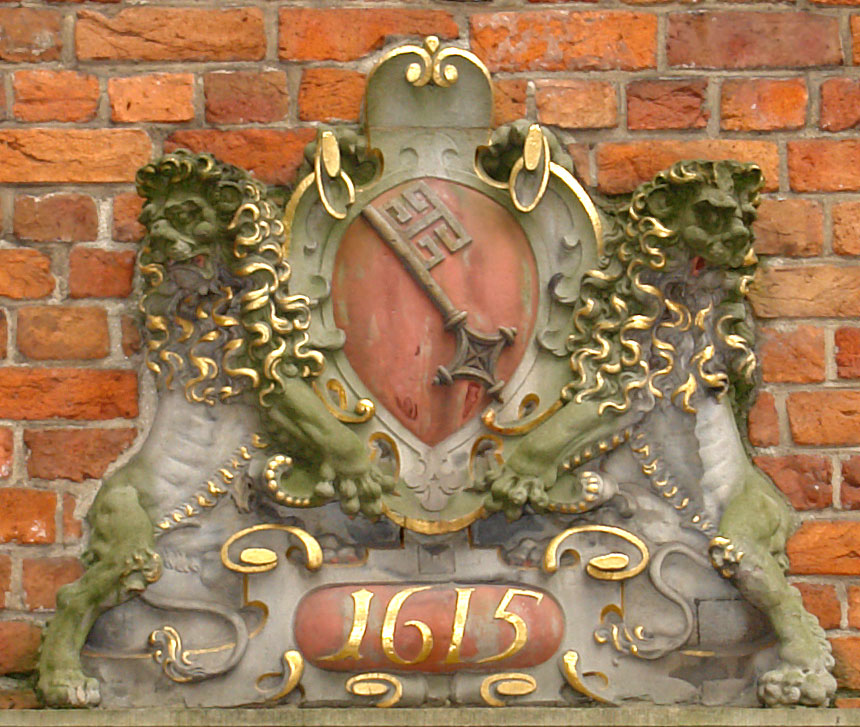
1615, Stadtwaage
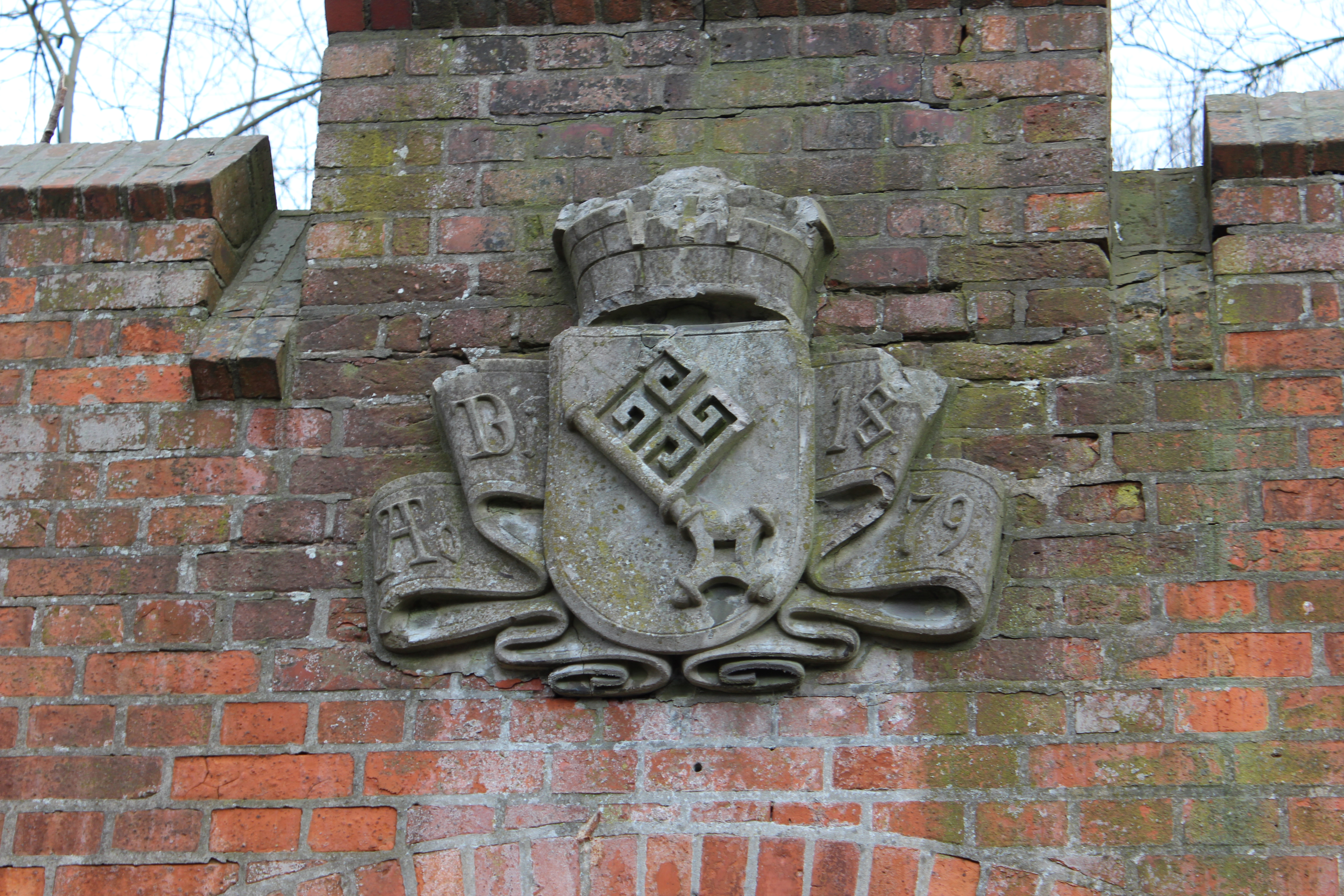
1879, Pulvermagazin Bremen
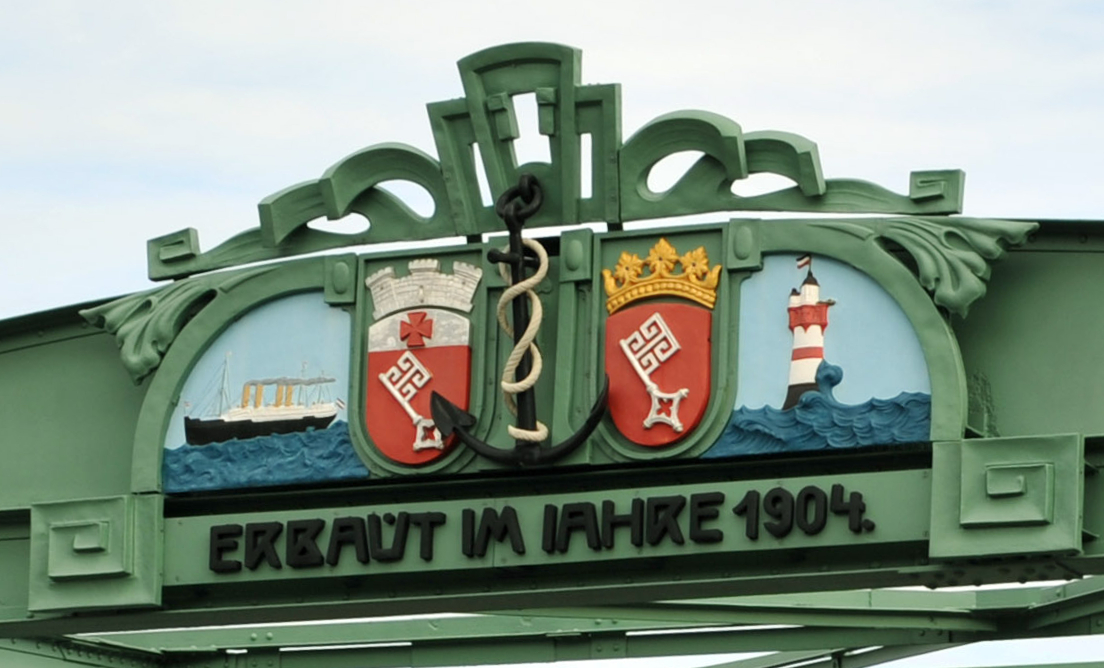
1904, Alte Geestebrücke Bremerhaven
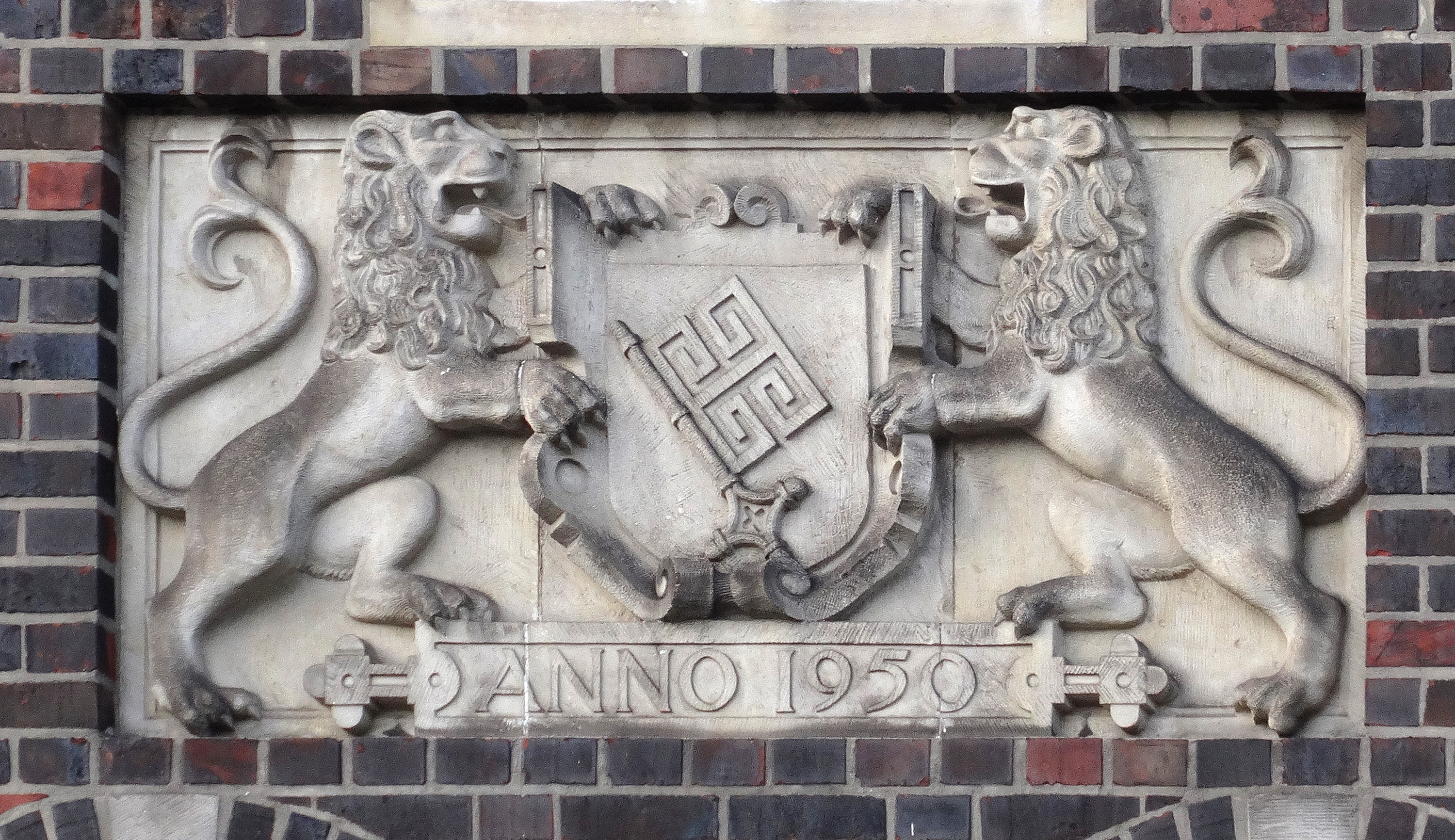
1950, Bremer Marktplatz, Nr. 1 Deutsches Haus

## Sonstiges
Da Bremen früher über lange Zeit über ein recht großes Territorium verfügte, besitzen auch andere Gemeinden bremische Wappenelemente, wie beispielsweise die Gemeinde Hagen im Bremischen im Landkreis Cuxhaven, deren Schlüsselsymbol sich von dem (allerdings durch zwei gekreuzte Schlüssel gekennzeichnete) Wappen des Erzbistums Bremen ableitet.

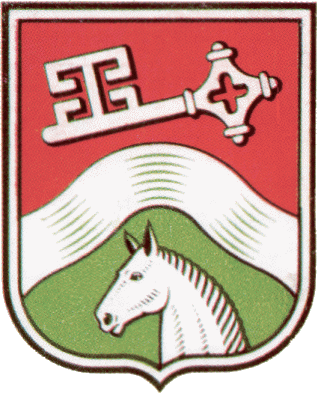
Wappen von Achim-Baden
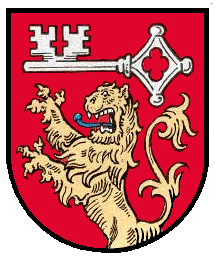
Wappen von Bad Bederkesa
Wappen von Bremerhaven
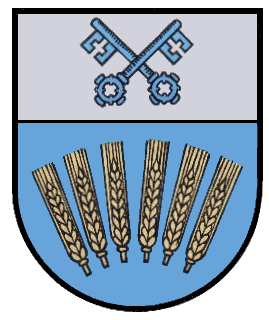
Wappen von Geestenseth
Wappen von Geestland
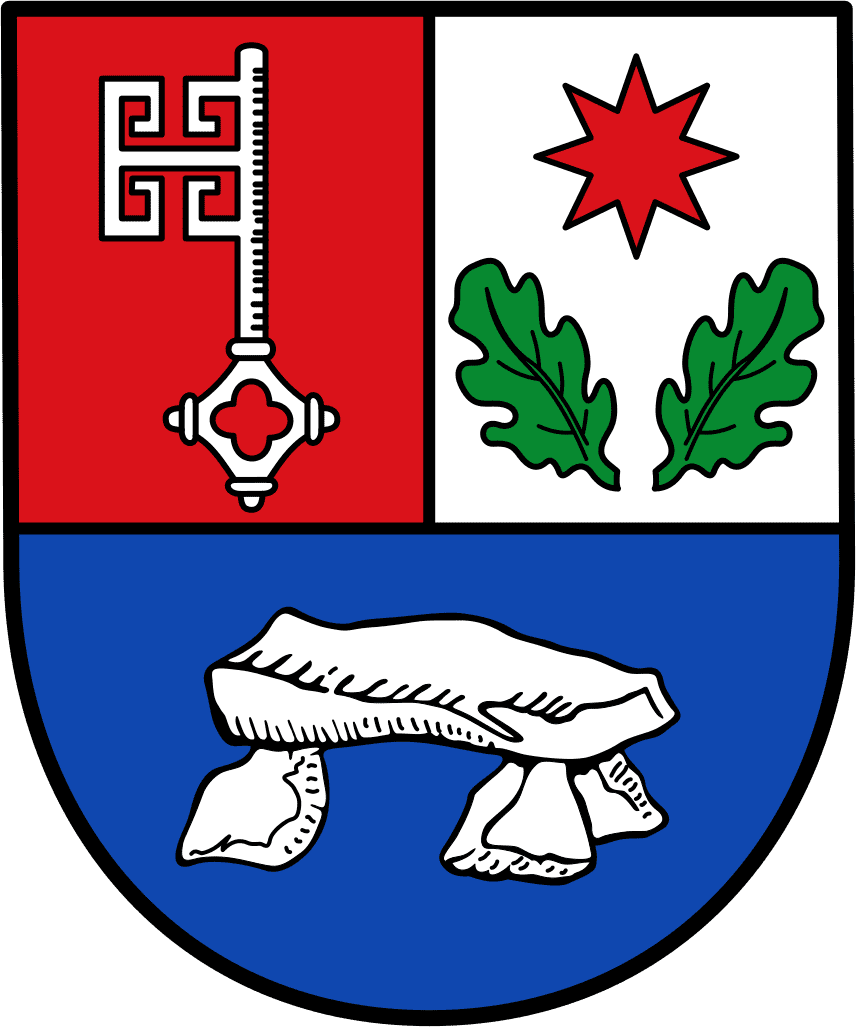
Wappen von Hagen im Bremischen
Wappen von Zeven
Historisches Wappen des Erzbistums Bremen
Historisches Wappen des Reichsterritoriums Bremen-Verden
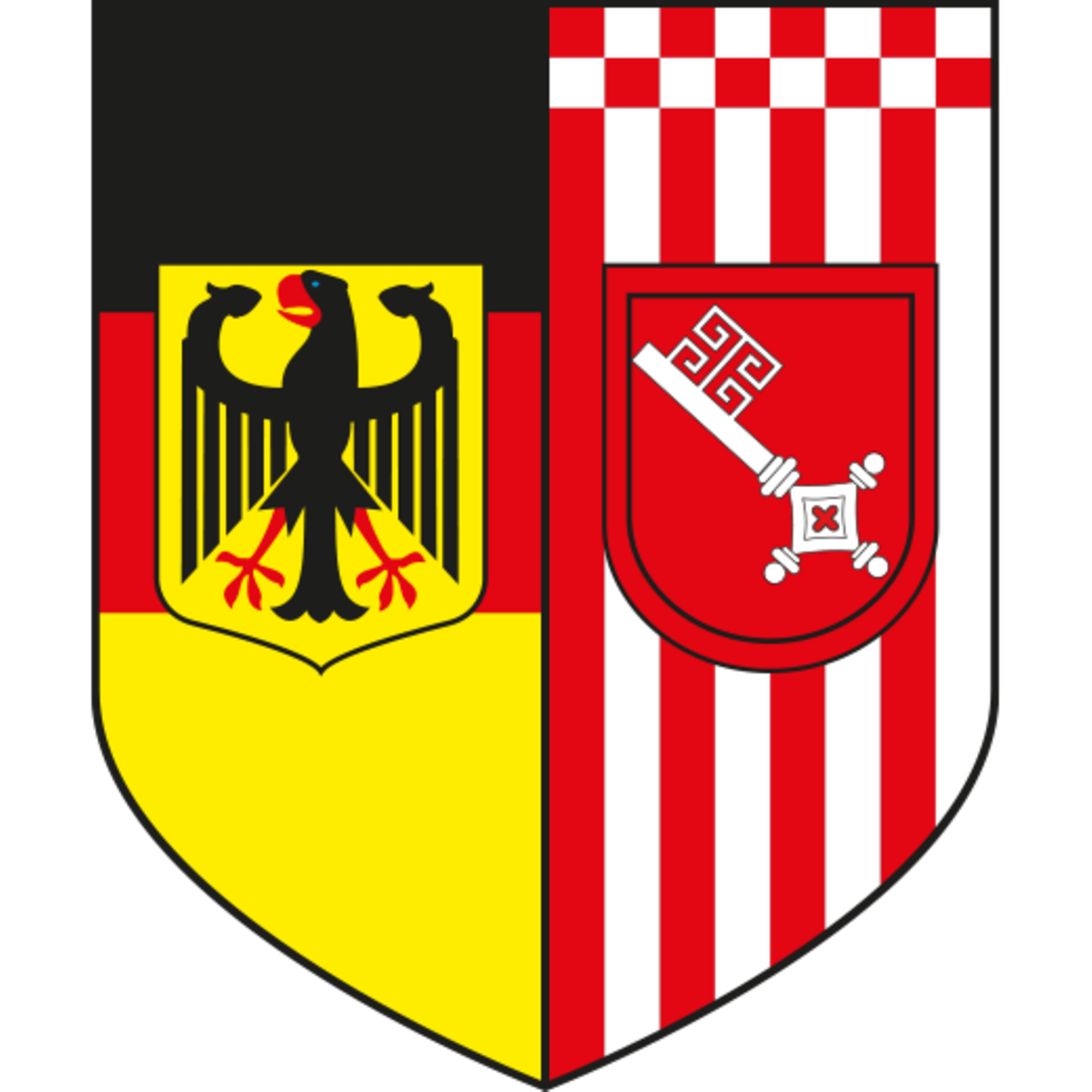
Wappen des Landeskommandos Bremen der Bundeswehr. Auf ihm sind das kleine Wappen, die Bremer Flagge und das Bundeswappen vereint.